# Nokuthula Ngwenyama
Nokuthula Ngwenyama (* 16. Juni 1976) ist eine US-amerikanische Geigerin und Bratschistin.
Ngwenyama, deren Eltern aus Simbabwe und Japan stammen, wuchs in Südkalifornien auf. Sie hatte zunächst Klavier- und Violinunterricht, bevor sie zwölfjährig zur Bratsche wechselte. Sie besuchte bis 1996 das Curtis Institute of Music und studierte danach am Conservatoire de Paris. Siebzehnjährig gewann sie die Primrose Competition und die Young Concert Artists International Auditions. Sie debütierte in Washington im Kennedy Center und gewann 1997 einen Avery Fisher Career Grant. An der Harvard University studierte sie afrikanische und asiatische Religionen und erlangte 2002 den Mastergrad.
Bei EDI Records erschienen mehrere CDs Ngwenyamas: CHE!: A Musical Biography und J.S. Bach Partitas mit dem Gitarristen Michael Long, Rubinstein Sonatas mit der Pianistin Jennifer Lim und Il Principe: Courtly Airs and Dances mit Michael Long und dem Geiger David Brewer. Sie trat mit namhaften internationalen Orchestern, so dem Los Angeles Philharmonic Orchestra unter Esa-Pekka Salonen und dem National Philharmonic Orchestra, sowie als Kammermusikerin auf und wirkte als Gastprofessorin 2007 an der University of Notre Dame und 2008–09 an der Jacobs School of Music der Indiana University. Außerdem ist sie Direktorin der Primrose International Viola Competition.

## Quelle
- AfriClassical - Nokuthula Ngwenyama
- Allmusic - Nokuthula Ngwenyama

| Personendaten    | Personendaten                              |
| ---------------- | ------------------------------------------ |
| NAME             | Ngwenyama, Nokuthula                       |
| KURZBESCHREIBUNG | US-amerikanische Geigerin und Bratschistin |
| GEBURTSDATUM     | 16. Juni 1976                              |